# Lambert Šmíd
Lambert Šmíd (Brno, 9 augustus 1968) is een voormalig Tsjecho-Slowaaks voetballer.
Šmíd speelde in zijn jeugd voor TJ Zbrojovka Brno, in 1986/87 maakte hij de sprong naar het eerste team in een competitiewedstrijd, maar hij bleef op de bank. De middenvelder maakte zijn debuut in de Tsjecho-Slovaakse  Eerste klasse in het seizoen 1987/88 als speler van AS Dukla Praag. De tweede helft van zijn militaire dienst speelde Šmíd voor TJ Rudá Hvězda Cheb (Rode Ster Cheb). Na zijn militaire dienst ging hij terug naar TJ Zbrojovka Brno, daar veroverde hij een basisplaats in het eerste elftal. In januari 1991 verhuisde hij naar de topclub Sparta Praag, Šmíd kon er niet overtuigen en geraakte niet in de kern. In het seizoen 1991/92 ging Lambert naar FC Vítkovice, na een half jaar verhuisde hij naar de FK Drnovice dat in Tweede klasse aantrad. Begin 1993 keerde de middenvelder terug naar FC Boby Brno de ploeg uit zijn geboortestad.
Het seizoen 1995/96 vertrok hij naar de Belgische Eerste klasse om bij KSK Beveren te gaan spelen. In zijn eerste seizoen degradeerde hij met KSK Beveren naar Tweede klasse, maar steeg een seizoen later alweer naar Eerste klasse. Na zes jaar in Beveren tekende Šmíd bij RWDM, toen de club in 2002 in vereffening ging keerde hij terug naar zijn vaderland en tekende bij FC Roubina Dolní Kounice dat in de Tsjechische Tweede klasse aantrad. Nadien speelde hij nog voor diverse amateurploegen om in 2008 definitief zijn loopbaan af te sluiten.